# Revista de Derecho de la Universidad Nacional del Altiplano de Puno
Revista de Derecho es una revista científica especializada en los saberes jurídicos, es de edición semestral con revisión por pares y publicada por el Facultad de Ciencias Jurídicas y Políticas de la Universidad Nacional del Altiplano de Puno. Fue creado en 2014 y publicado por la Universidad Nacional del Altiplano de Puno. El editor en jefe es el jurista Boris Espezúa Salmón. La revista es  de acceso abierto y está indexada en varias bases de datos como DOAJ, Redalyc, Latindex y Dialnet.

## Historia
El Revista de Derecho fue fundado en 2014 con la primera convocatoria de artículos y el primer volumen en formato impreso en papel, su primer  ISSN impreso y depósito legal de la Biblioteca Nacional de Perú fue registrado en 2015, el año en el que la revista  fue presentada. El primer volumen publicado en 2014 tenía un formato moderno y fue tipo PDF con una página web gestionada con OJS 2 y alojada en revistaderecho.pe, aquel año salió el segundo volumen de la revista, en el 2016 fue inscrita como marca de producto en el INDECOPI , el mismo año debido al cambio de autoridades universitarias y actividades de acreditación universitaria que demandaron priorizar presupuesto, la revista quedó descontinuada  hasta el 2018, año en el que se publicó el tercer volumen, en el 2019 la revista migra al repositorio de revistas de la Universidad Nacional del Altiplano  de Puno con el dominio revistas.unap.edu.pe/rd, ese mismo año comienza el proceso para adquirir un ISSN-L y la actualización a OJS 3 junto a  la edición de dos números para el cuarto volumen; desde el 2020 la revista fue evaluada e indexada en varios catálogos o base de datos de revistas, como Latindex, Dialnet y DOAJ.